# HMS Rover (N62)
| «Ровер» (N62)                                                         | «Ровер» (N62)                                           | «Ровер» (N62)                                           |
| --------------------------------------------------------------------- | ------------------------------------------------------- | ------------------------------------------------------- |
| HMS Rover (N62)                                                       |                                                         |                                                         |
|                                                                       |                                                         |                                                         |
| Британський однотипний підводний човен «Регент»                       |                                                         |                                                         |
| Верф                                                                  | Vickers Shipbuilding and Engineering, Барроу-ін-Фернесс | Vickers Shipbuilding and Engineering, Барроу-ін-Фернесс |
| Під прапором                                                          | Велика Британія                                         | Велика Британія                                         |
| Належність                                                            | Військово-морські сили Великої Британії                 | Військово-морські сили Великої Британії                 |
| Порт приписки                                                         | Гонконг Александрія Валлетта                            | Гонконг Александрія Валлетта                            |
| На честь                                                              | 8-й корабель флоту на ім'я «Ровер»                      | 8-й корабель флоту на ім'я «Ровер»                      |
| Замовлення                                                            | 28 лютого 1929                                          | 28 лютого 1929                                          |
| Закладений                                                            | 24 липня 1929                                           | 24 липня 1929                                           |
| Спуск на воду                                                         | 11 червня 1930                                          | 11 червня 1930                                          |
| Введений до складу флоту                                              | 29 січня 1931                                           | 29 січня 1931                                           |
| На службі                                                             | 1932–1946                                               | 1932–1946                                               |
| Девіз                                                                 | «Будь-де заради слави!» (лат. Pro glora passim)         | «Будь-де заради слави!» (лат. Pro glora passim)         |
| Сучасний статус                                                       | 30 липня 1946 року проданий на брухт                    | 30 липня 1946 року проданий на брухт                    |
| Бойовий досвід                                                        | Друга світова війна Битва на Середземному морі          | Друга світова війна Битва на Середземному морі          |
| Нагороди                                                              | 1 бойова відзнака                                       | 1 бойова відзнака                                       |
| Проєкт                                                                |                                                         |                                                         |
| Класифікація ПЧ                                                       | океанський дизель-електричний підводний човен           | океанський дизель-електричний підводний човен           |
| Тип ПЧ                                                                | Підводний човен типу «Рейнбоу»                          | Підводний човен типу «Рейнбоу»                          |
| Основні характеристики                                                |                                                         |                                                         |
| Швидкість (надводна)                                                  | 17,5 вузлів (32,4 км/год)                               | 17,5 вузлів (32,4 км/год)                               |
| Швидкість (підводна)                                                  | 8,6 вузлів (15,9 км/год)                                | 8,6 вузлів (15,9 км/год)                                |
| Робоча глибина занурення                                              | 75 м                                                    | 75 м                                                    |
| Гранична глибина занурення                                            | 90 м                                                    | 90 м                                                    |
| Дальність плавання                                                    | 8 500 миль (15 700 км) на швидкості 10 вузлів           | 8 500 миль (15 700 км) на швидкості 10 вузлів           |
| Автономність плавання                                                 | 28 діб                                                  | 28 діб                                                  |
| Екіпаж                                                                | 53-56 офіцерів та матросів                              | 53-56 офіцерів та матросів                              |
| Розміри                                                               |                                                         |                                                         |
| Довжина найбільша (по КВЛ)                                            | 79,9 м                                                  | 79,9 м                                                  |
| Ширина корпусу найб.                                                  | 7,3 м                                                   | 7,3 м                                                   |
| Середня осадка (по КВЛ)                                               | 4,3 м                                                   | 4,3 м                                                   |
| Водотоннажність надводна                                              | 1791 тонна                                              | 1791 тонна                                              |
| Водотоннажність підводна                                              | 2060 тонн                                               | 2060 тонн                                               |
| Силова установка                                                      |                                                         |                                                         |
| Дизель-електрична: 2 × дизельних двигуни Admiralty 2 × електродвигуни |                                                         |                                                         |
| Гвинти                                                                | 2                                                       | 2                                                       |
| Потужність                                                            | 4 640 к.с. (дизелі) 1 635 к.с. (електродвигун)          | 4 640 к.с. (дизелі) 1 635 к.с. (електродвигун)          |
| Озброєння                                                             |                                                         |                                                         |
| Артилерія                                                             | 1 × 120-мм корабельна гармата Mark XII                  | 1 × 120-мм корабельна гармата Mark XII                  |
| Торпедно- мінне озброєння                                             | 8 × 533-мм торпедних апаратів                           | 8 × 533-мм торпедних апаратів                           |

«Ровер» (N62) (англ. HMS Rover (N62) — військовий корабель, океанський патрульний підводний човен далекого радіусу дії типу «Рейнбоу» Королівського військово-морського флоту Великої Британії часів Другої світової війни.
Підводний човен брав активну участь у бойових діях Другої світової війни. «Ровер» здійснив 10 бойових походів, бився у Тихому та Індійському океанах, на Середземному морі, виконував завдання з поставок критично важливих вантажів на обложений острів Мальта.

## Історія створення
Підводний човен «Ровер» був закладений 24 липня 1929 року на верфі компанії Vickers Shipbuilding and Engineering у Барроу-ін-Фернессі. 11 червня 1930 року він був спущений на воду, а 29 січня 1931 року увійшов до складу Королівських ВМС Великої Британії.

## Історія служби
Після введення до строю, підводний човен «Ровер» увійшов до складу 4-ї флотилії ПЧ на Китайській станції британського флоту. До 1940 року діяв тут разом з плавучою базою підводних човнів «Медвей» та підводними човнами «Рейнбоу», «Регулюс» і «Регент». З серпня 1939 до лютого 1940 року здійснив чотири бойових походи у Південно-Східній Азії.
З лютого 1940 року переведений до Середземноморського флоту в Александрію. Діяв у складі 1-ї британської флотилії підводних човнів, брав участь у патрулюванні в Середземному морі.
У квітні 1941 року, під час битви за Крит, «Ровер» прибув з Александрії до затоки Суда, щоб допомогти врятувати виведений з ладу британський важкий крейсер «Йорк», який був серйозно пошкоджений італійськими катерами MT. «Ровер» використовувався для забезпечення електрикою зенітних гармат під час операції, але 24 квітня 1941 року підводний човен було розбомблено
В результаті човен довелося відбуксирувати до Александрії для тимчасового ремонту, а наприкінці 1941 року — відбуксирувати до Сінгапуру для капітального ремонту. На початку 1942 року, коли японці просувались Малайським півостровом у бік Сінгапуру, «Ровер» перемістили до Бомбея, де завершився ремонт.
Після завершення ремонту «Ровер» вирушив з Тринкомалі, супроводжуючи кілька конвоїв. Згідно з архівними даними він не брав участі у бойових діях під час свого розгортання на Далекому Сході.
«Ровер» був єдиним підводним човном у своєму класі, який пережив війну, і мав загалом шість командирів під час війни. 30 липня 1946 року списаний на брухт.